# Sant Joan de la Chalm
Saint-Jean-Lachalm és un municipi francès situat al departament de l'Alt Loira i a la regió d'Alvèrnia-Roine-Alps. L'any 2007 tenia 282 habitants.

## Demografia

### Població
El 2007 la població de fet de Saint-Jean-Lachalm era de 282 persones. Hi havia 116 famílies de les quals 40 eren unipersonals (16 homes vivint sols i 24 dones vivint soles), 24 parelles sense fills, 40 parelles amb fills i 12 famílies monoparentals amb fills.
La població ha evolucionat segons el següent gràfic:
Habitants censats

### Habitatges
El 2007 hi havia 232 habitatges, 127 eren l'habitatge principal de la família, 77 eren segones residències i 28 estaven desocupats. 224 eren cases i 8 eren apartaments. Dels 127 habitatges principals, 108 estaven ocupats pels seus propietaris, 12 estaven llogats i ocupats pels llogaters i 7 estaven cedits a títol gratuït; 4 tenien dues cambres, 10 en tenien tres, 23 en tenien quatre i 90 en tenien cinc o més. 104 habitatges disposaven pel capbaix d'una plaça de pàrquing. A 53 habitatges hi havia un automòbil i a 52 n'hi havia dos o més.

### Piràmide de població
La piràmide de població per edats i sexe el 2009 era:
| Homes | Edats   | Dones |
| ----- | ------- | ----- |
| 0     | 95 o +  | 0     |
| 0     | 90 a 94 | 8     |
| 0     | 85 a 89 | 0     |
| 0     | 80 a 84 | 4     |
| 8     | 75 a 79 | 12    |
| 12    | 70 a 74 | 8     |
| 12    | 65 a 69 | 12    |
| 4     | 60 a 64 | 12    |
| 4     | 55 a 59 | 8     |
| 12    | 50 a 54 | 12    |
| 24    | 45 a 49 | 4     |
| 0     | 40 a 44 | 4     |
| 4     | 35 a 39 | 8     |
| 12    | 30 a 34 | 8     |
| 4     | 25 a 29 | 8     |
| 0     | 20 a 24 | 0     |
| 4     | 15 a 19 | 12    |
| 8     | 10 a 14 | 8     |
| 4     | 5 a 9   | 8     |
| 4     | 0 a 4   | 4     |

## Economia
El 2007 la població en edat de treballar era de 171 persones, 130 eren actives i 41 eren inactives. De les 130 persones actives 124 estaven ocupades (74 homes i 50 dones) i 6 estaven aturades (3 homes i 3 dones). De les 41 persones inactives 15 estaven jubilades, 12 estaven estudiant i 14 estaven classificades com a «altres inactius».

### Ingressos
El 2009 a Saint-Jean-Lachalm hi havia 130 unitats fiscals que integraven 293 persones, la mediana anual d'ingressos fiscals per persona era de 11.088 €.

### Activitats econòmiques
Dels 10 establiments que hi havia el 2007, 2 eren d'empreses extractives, 2 d'empreses de construcció, 1 d'una empresa de comerç i reparació d'automòbils, 1 d'una empresa d'hostatgeria i restauració, 1 d'una empresa immobiliària, 2 d'empreses de serveis i 1 d'una empresa classificada com a «altres activitats de serveis».
Dels 2 establiments de servei als particulars que hi havia el 2009, 1 era un paleta i 1 electricista.
L'únic establiment comercial que hi havia el 2009 era una botiga de menys de 120 m².
L'any 2000 a Saint-Jean-Lachalm hi havia 44 explotacions agrícoles que ocupaven un total de 1.925 hectàrees.

## Equipaments sanitaris i escolars
El 2009 hi havia una escola elemental.

## Poblacions més properes
El següent diagrama mostra les poblacions més properes.